# Кузнецов, Павел Сергеевич
Павел Сергеевич Кузнецов — украинский политик, кандидат экономических наук (1980), доцент (1984), член КПУ (с июня 1976); бывший народный депутат Украины, заместитель председателя общественной организации «Русская община Украины» по экономическим вопросам.

## Биография
Родился 1 мая 1950 (г. Таганрог, Ростовская область, Россия); русский; отец Сергей Константинович (1927-1995) — начальник ремонтно-строительного цеха Таганрогского морского порта; мать Нина Александровна (1931-1987); жена Лариса Викторовна (1950) — кандидат экономических наук, доцент кафедры экономической теории КНУПТ; сын Станислав (1976) — начальник отдела МЧС Украины.
Образование: Ростовский государственный университет, экономико-философский факультет (1967—1972), экономист, преподаватель политэкономии; кандидатская диссертация «Международное разделение труда как основа мирового капиталистического рынка» (1980).
Апрель 2002 — кандидат в народные депутаты Украины, избирательный округ № 52, Донецкая область, выдвинут КПУ. «За» 17,54 %, 2 из 13 претендентов. На время выборов: народный депутат Украины, член КПУ.
Народный депутат Украины 3-го созыва с марта 1998 по апрель 2002 от КПУ, № 98 в списке. На время выборов: народный депутат Украины, член КПУ. Первый заместитель председателя Комитета по вопросам бюджета (июль 1998 — февраль 2000), затем — заместитель председателя Комитета по вопросам бюджета, член фракции КПУ (с 05.1998).
Народный депутат Украины 2-го созыва с апреля 1994 (2-й тур) до апреля 1998, Краматорский избирательном округ № 127, Донецкая область, выдвинут КПУ. На время выборов: исполком Краматорского горсовета, заместитель председателя, член КПУ. Заместитель председателя Комитета по вопросам бюджета, председатель подкомитета по вопросам анализа и контроля формирования финансовых ресурсов государства. Член фракции коммунистов.
1972—1975 гг. — преподаватель кафедры политэкономии Кировского политехнического института.
06.1975-06.1978 гг. — аспирант кафедры политэкономии Ростовского государственного университета.
06.1978-05.1990 гг. — преподаватель, старший преподаватель, доцент, заведующий кафедрой политэкономии Краматорского индустриального института.
05.1990-10.1991 гг. — первый секретарь Краматорского горкома КПУ.
10.1991-12.1993 гг. — начальник лаборатории экономики и организации производства ОО «Новокраматорский машиностроительный завод».
12.1993-06.1994 гг. — заместитель председателя исполкома Краматорского горсовета народных депутатов.
С мая 2002 — заместитель начальника, с сентября 2003 — начальник управления по вопросам обеспечения работы с органами государственной власти Государственной налоговой администрации Украины.
Государственный служащий 1-го ранга. Государственный советник налоговой службы 3-го ранга.
Владел английским языком.
Скончался 27 января 2022 года